# Terkamerendalsquare
De Terkamerendalsquare (Frans: Square du Val de la Cambre) is een woonerf in de Brusselse gemeente Elsene tussen de Émile Duraylaan en de Renbaanlaan. Het verkavelingsplan was een ontwerp van architect Adrien Blomme uit 1924-25 in opdracht van de Compagnie Générale d'Entreprises Immobilières (COGENI). Voortbouwend op zijn ervaring in Winterslag, creëerde Blomme op het gevarieerde terrein opnieuw een tuinwijkachtig geheel. Hij was verantwoordelijk voor een vijftiental huizen en bepaalde ook de materiaal- en gevelvoorschriften. De Oosterse wingerd die tegen de gevels groeit, is vermoedelijk in deze beginperiode aangeplant.
Vanuit de hoofdingang aan de Émile Duraylaan, naast nr. 48, opent de Terkamerendalsquare zich tot een plein. Van daaruit loopt de square schuin verder onder een bruggebouw met torentje, om na een asverschuiving uit te komen in de Renbaanlaan (nr. 169), waar paaltjes de doorgang voor auto's verhinderen. De ingang aan de Duraylaan is afgesloten met hekken en een bareel, maar openbare passage blijft mogelijk dankzij een erfdienstbaarheid. In 2018 weigerde de gemeente een aanvraag om meer permanente hekken te plaatsen.

## Wetenswaardig
- Op nr. 21 woonde ooit Stanislas-André Steeman, bekend van zijn detectiveroman De moordenaar woont op nr. 21.